# Morane-Saulnier AN
Morane-Saulnier AN là một mẫu thử máy bay tiêm kích của Pháp trong thập niên 1910.

## Biến thể
- Morane-Saulnier ANL
- Morane-Saulnier ANR
- Morane-Saulnier ANS

## Tính năng kỹ chiến thuật (AN)

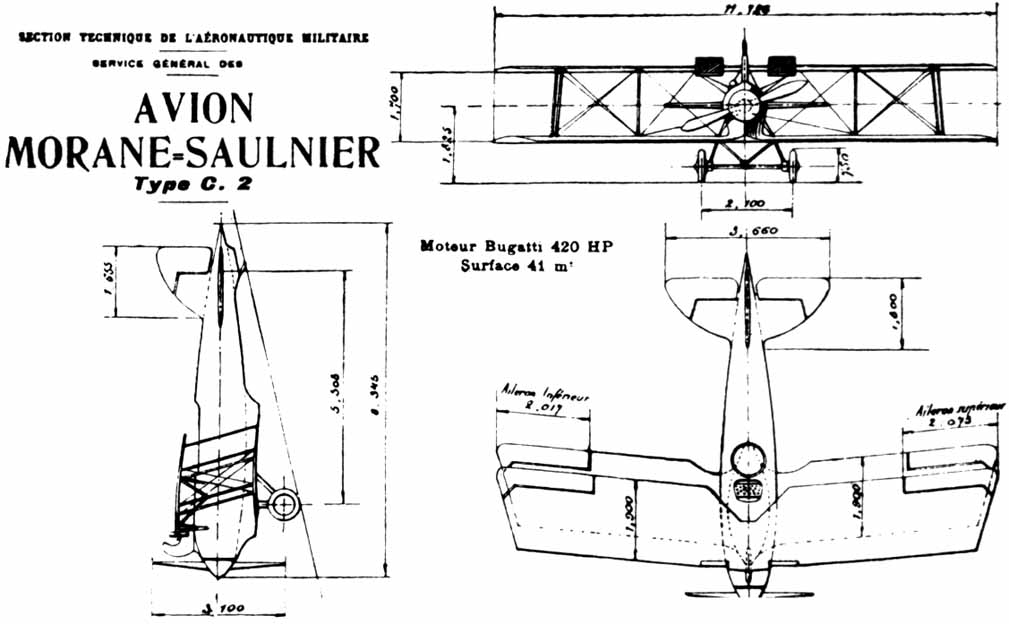
Morane Saulnier AN

Đặc điểm tổng quát
- Kíp lái: 1
- Chiều dài: 8.34 m (27 ft 5 in)
- Sải cánh: 11.73 m (38 ft 6 in)
- Chiều cao: 2.77 m (9 ft 1 in)
- Diện tích cánh: 41.00 m2 (441.33 ft2)
- Trọng lượng có tải: 1770 kg (3902 lb)
- Powerplant: 1 × Bugatti, 336 kW (450 hp)

Hiệu suất bay
- Vận tốc cực đại: 225 km/h (140 mph)

Vũ khí trang bị
- 1 x súng máy Vickers.303
- 2 x Súng máy Lewis.303